# Savina comuna
|  | No s'ha de confondre amb Juniperus sabina. |

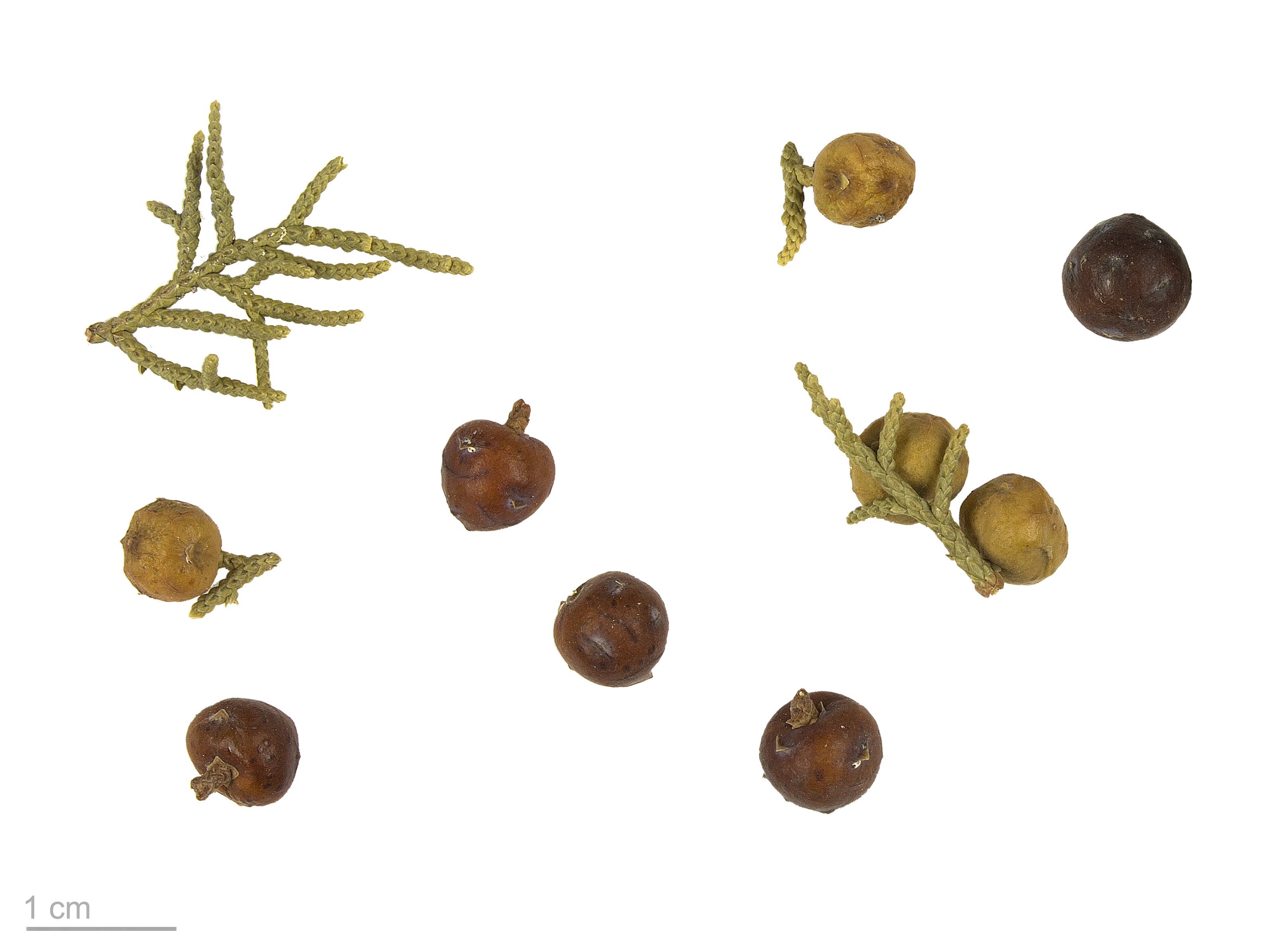
Juniperus Phoenicea

La savina comuna (Juniperus phoenicea) és una espècie de conífera de la família de les cupressàcies. És un arbre o arbust present als Països Catalans.

## Noms comuns
Donat que és una planta molt corrent als Països Catalans, rep nombrosos noms comuns: savina comuna, savina, savina mediterrània, savina marítima, savina litoral, ginebre bord, pinet, sivina, sevina, arbre de l'encens. En mallorquí es coneix com a sivina tret de Sa Pobla. El gàlbul també té diferents noms comuns: bolles de sivina, gargulls de savina, murtó de sivina, pilotetes de savina.

## Característiques
Pot arribar a ser un arbre de fins a 12 metres d'alt, o ser un arbust de dos metres. El tronc, de vegades, és tortuós i la capçada pot estar deformada per l'acció del vent (sovint es veu així en zones litorals de Menorca).
Les fulles juvenils són aciculars i les adultes imbricades. Normalment, és un arbre monoic però alguns exemplars són dioics (plantes masculines i femenines separades). Les flors masculines dispersen el pol·len al principi de la primavera i les flors femenines es transformen en un gàlbul marró taronja, de 5 a 8 mm que conté de 3 a 8 llavors.

## Història natural
És una planta perennifòlia, molt resistent al fred, la calor, la secada i els sòls pobres o lleugerament salins; és per això que es troba des del nivell del mar fins als 2.400 metres d'altitud. Creix en forma silvestre o plantada en jardins.
De fet, són tant resistents que estudis dendrocronològics realitzats sobre arbustos i arbres que viuen en esquerdes de roques a la conca mediterrània, han arribat a la conclusió que aquests exemplars poden assolir edats molt per sobre de la que es podria pensar, veient la seva mida: S'han trobat alguns exemplars de savina especialment vells, entre els quals hi hauria l'arbust més vell de la península ibèrica. Concretament, al parc natural de Guara (Osca) s'ha reportat un individu de 927 anys (basant-se en la datació amb Carboni-14). El recompte d'anells va arribar a la gens menyspreable xifra de 655 anys. Però sembla que el recompte d'anells a Juniperus vells és especialment complex i si només es fa servir aquest mètode es tendeix a subestimar l'edat dels exemplars.
Aquest individu de savina ha estat batejat amb el nom de Sancho, en honor a l'escuder del Quixot.

## Distribució
La savina és originària de la zona mediterrània i també es troba a Madeira, Illes Canàries i l'oest d'Aràbia. A totes les illes Balears, hi està molt representada la subespècie (considerada per alguns taxònoms com a varietat) lycea.

## Subespècies o varietats
- Juniperus phoenicea var. phoenicea. Estesa per tot el territori.
- Juniperus phoenicea var. turbinata (sinònim J. turbinata). Només en zones litorals sorrenques.
- Juniperus phoenicea var. lycea. A les Illes Balears.

## Usos
- S'utilitza en repoblacions forestals, sola o amb altres coníferes.
- Jardineria.
- Fusta: molt resistent, especialment per a fer bigues o mobles.